# يوكو ساساكي (ممثلة)
يوكو ساساكي (باليابانية: 佐々木瑶子؛ بالكانا: ささき ようこ) هي مؤدية صوت وممثلة يابانية، ولدت في 2 يناير 1975 في إيباراكي في اليابان.

## وصلات خارجية
- يوكو ساساكي (ممثلة) على موقع IMDb (الإنجليزية)
- يوكو ساساكي (ممثلة) على موقع قاعدة بيانات الفيلم (الإنجليزية)
- يوكو ساساكي (ممثلة) على موقع ANN person (الإنجليزية)